# Přibyslavice (okres Třebíč)
Přibyslavice (německy Przibislawitz, Pschibislawitz) jsou obec v okrese Třebíč v kraji Vysočina. Leží asi 10 km severozápadně od Třebíče a 20 km jihovýchodně od Jihlavy. Žije zde 796 obyvatel.
Sousedními obcemi sídla jsou Číchov, Číhalín, Červená Lhota, Zašovice, Okříšky, Petrovice a Nová Ves.

## Geografie
Ze západu k jihu vede přes území obce silnice z Radonína do Okříšek, do této silnice v zastavěném území obce zaúsťují silnice z Číchova ze severu a z východu silnice z Nové Vsi a Číhalína. Přes území obce vede cyklostezka Jihlava–Třebíč–Raabs, podél řeky Jihlavy vede podél východní hranice území obce červená turistická stezka, z návsi Přibyslavic pak jižně vychází podél hranice i žlutá turistická stezka. Přes území obce vede železniční trať Brno–Jihlava, na území obce však nemá žádnou železniční zastávku, nejbližší je železniční stanice Okříšky, další je blízká zastávka Číchov. V obci jsou pojmenovány ulice a je poměrně rozvinutá uliční síť. 
Většina území obce je využívána zemědělsky, byť leží téměř celé území ve svahu, jsou využívány remízky, meze a jsou značně členěna jednotlivá pole. Západně od zastavěného území obce se nachází zalesněná oblast V Boroví, stejně na západním okraji území obce se nachází zalesněná oblast V Horách, drobně zalesněná oblast je i mezi železniční tratí a řekou Jihlavou na severu území obce a na Vránově kopci na severu území obce. Na jihovýchodním okraji území obce se nachází rozlehlý průmyslový areál společnosti Huhtamaki.
Část severozápadní hranice je tvořena Hynkovským potokem, který pramení nedaleko území obce, následně teče severně a u Číchova ústí do Jihlavy. V západní části území obce pramení potok Sedlačka, ten pak teče na východ podél silnice a následně protéká zastavěným územím obce a ústí do Jihlavy. Nedaleko ulice Ve Žlebě pramení nepojmenovaný potok, který je zatrubněn a protéká pod průmyslovým areálem a následně také ústí do Jihlavy. Východní hranice obce probíhá podél řeky Jihlavy, na ní leží již na zastavěného území obce Dvořákův mlýn s náhonem a několik jezů, následně pokračuje dál svůj tok. Do Jihlavy se ještě vlévá na jihovýchodním okraji území obce asi 3 km dlouhý Číhalínský potok.
Území obce se nachází na svahu údolí Jihlavy, nejnižší bod území dosahuje asi 420 metrů nad mořem v údolí Jihlavy na východním okraji území obce, nejvyšší body jsou při západní hranici území obce, kdy dosahuje nadmořská výška téměř 600 metrů nad mořem. Těsně za západní hranicí obce se nachází Velká hora (614 m), na severním okraji území obce se nachází Vránův kopec (539 m), západně od zastavěného území obce se nachází vrchol V Boroví (560 m), nedaleko se pak nachází i nepojmenovaný vrchol s kótou 543 m, nedaleko zastavěného území obce se nachází i trať s mezemi pojmenována jako Králův kopec. Východně od hranice území obce se nachází kopec Hajný s vysílačem (504 m).
Zastavěné území obce se nachází na jihovýchodním okraji území obce na břehu řeky Jihlavy, na úplném jihovýchodním okraji se nachází průmyslový areál společnosti Huhtamaki (jsou to také bývalé historické papírny, které na témže místě stály už kolem roku 1850). Dále na východ za řekou pak na hranici území stojí část Kolonka. Na severním okraji zastavěného území obce se na konci ulice Mlýnská nachází Dvořákův mlýn. Západně od zastavěného území obce se nachází v údolí potoka Sedlačka chatová oblast. Na západním okraji území obce se nachází samota Na Americe. Severně od území obce se u železniční tratě nachází další malá chatová oblast. Velká chatová oblast se pak nachází na poloostrově řeky Jihlavy na severovýchodním okraji území obce, nedaleko této oblasti se nachází Kratochvílův a Křástkův mlýn.

## Historie

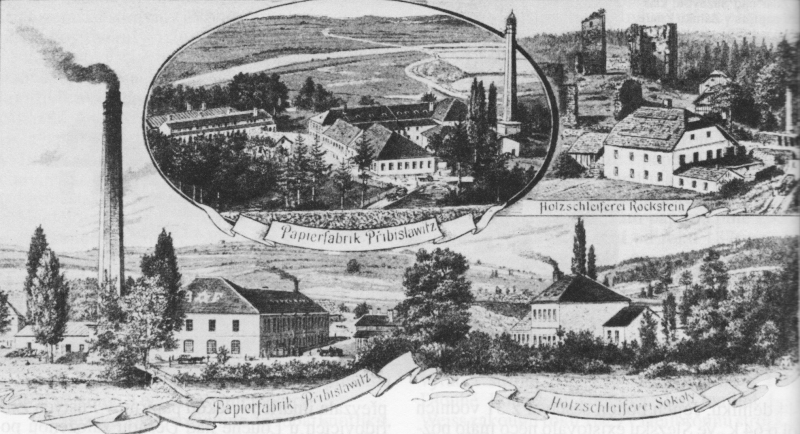
Papírna v Přibyslavicích na konci 19. století

První písemná zmínka o obci pochází z roku 1224, v tu dobu byly ústředím provincie, ke které patřily ještě vesnice Číchov a Nová Ves, v tu dobu však toto území patřilo do majetků třebíčského kláštera. Posléze Přibyslavice ztratily svoji významnost a v roce 1371 jsou uváděny jako součást Rokštejna.  V roce 1558 byl farní statek v Přibyslavicích zastaven Zdeňkovi z Valdštejna, následně pak byla vesnice zcelena a následně ji získal v roce 1577 Hynek z Valdštejna a stala se součástí brtnického panství. V roce 1561 se farnost stala evangelickou, až roku 1622 odešel ze vsi evangelický kněz, ale katolický do vsi nepřišel a tak byla vesnice přifařena do Heraltic.
Po roce 1600 pak převzal panství Zdeněk Brtnický z Valdštejna, ten však byl vyhnán ze země a panství mu bylo zabaveno a bylo prodáno Rombaldovi do Collalto a San Salvatore. Collaltové panství vlastnili až do roku 1849, kdy byly provedeny správní reformy.
V roce 1788 byla ve vsi zřízena škola, roku 1808 byla postavena školní budova. V roce 1896 byla postavena silnice z Okříšek přes Přibyslavice do Číchova a roku 1906 byly postaveny silnice do Radonína a do Nové Vsi.
Při stavbě kostela Narození Panny Marie v 18. století nechal brtnický hrabě Antonín Rombaldo I. Collalto postavit i hostinec, důvodem bylo, aby měl kde bydlet dělníci, kteří chrám měli postavit. Stavba kostela začala v roce 1744, čtyři roky po Rombaldově smrti. V tu dobu v hostinci bydleli paulánští mniši, kteří vykonávali v oblasti duchovní správu. Mezi lety 1788 a 1808 v budově hostince působila škola. Chrám se dále rozšiřoval, v roce 1936 byly přistavěny věže, kdy dělníci opět bydleli v místním hostinci. Hostinec byl v padesátých letech 20. století zkonfiskován komunisty. V šedesátých letech byl hostinec uzavřen, fungovala v něm pouze prodejna a postupně se přeměnil na prostory k bydlení.
Mezi velké závody patřila i velká papírna u Přibyslavic, na jejímž místě měl stávat železný hamr, ten měli zakoupit a proměnit v papírnu manželé Schneiderovi. V roce 1846 měl papírnu koupit Karel Fundulus z Třebíče, v osmdesátých letech měla být papírna rozšířena a papír se začal vyrábět na moderních strojích ze dřeva, které bylo mleto v mlýnech u Rokštejna a u Sokolí. Papírna v těch letech zaměstnávala asi 150 lidí.
Do roku 1849 patřily Přibyslavice do brtnického panství, od roku 1850 patřily do okresu Jihlava a od roku 1855 do okresu Třebíč.

## Současnost
V obci funguje Základní škola T. G. Masaryka (1. až 5. ročník), mateřská škola a školní jídelna. K dispozici je místní veřejná knihovna. Duchovní správu zajišťuje Římskokatolická farnost Přibyslavice. Obec spravuje vlastní hřbitov. Šest dní v týdnu je možné nakupovat v prodejně smíšeného zboží. Vysoce rozvinuté je odpadové hospodářství – obec vybudovala kanalizaci s čistírnou odpadních vod, sběrný dvůr a kompostárnu. Třídění odpadů je praktikováno pomocí hojně rozmístěných kontejnerů. Dopravní spojení je možné buď autobusy (přímo z obce), nebo vlakem ze 2 km vzdálené stanice ČD Okříšky.
V obci funguje sbor dobrovolných hasičů a taktéž hasičská zásahová jednotka kategorie JPO III. Zbudována jsou dvě travnatá fotbalová hřiště, a jedno hřiště hokejbalové (s možností zalednění v zimním období) a tenisový kurt. Obec je členem svazku obcí Černé lesy a Cyklostezka Jihlava – Raabs.
V roce 2020 bylo oznámeno, že na stezce mezi Přibyslavicemi a Okříškami na hranici obcí budou vysázeny Lípy přátelství a umístěny lavičky. V roce 2021 byla rekonstruována budova místní školy.

## Společenský život
Přibyslavice představují významné mariánské poutní místo a jedno z duchovních center Třebíčska. Poutě v kostele Narození Panny Marie se konají každou první sobotu v měsíci, o svátku Seslání Ducha Svatého a ve svátek Narození Panny Marie (pouť hlavní). Hojně navštěvovanou se stala v okolí známá pohádková cesta.

## Přírodní poměry
Přibyslavice jsou situovány v kopcovité krajině Českomoravské vrchoviny asi deset kilometrů severozápadně od města Třebíč. Obcí protéká řeka Jihlava.

## Obyvatelstvo
| Rok            | 1869 | 1880 | 1890 | 1900 | 1910 | 1921 | 1930 | 1950 | 1961 | 1970 | 1980 | 1991 | 2001 | 2011 | 2021 |
| -------------- | ---- | ---- | ---- | ---- | ---- | ---- | ---- | ---- | ---- | ---- | ---- | ---- | ---- | ---- | ---- |
| Počet obyvatel | 567  | 475  | 524  | 604  | 716  | 737  | 729  | 643  | 668  | 793  | 791  | 812  | 814  | 776  | 780  |
| Počet domů     | 71   | 73   | 79   | 95   | 106  | 116  | 142  | 144  | 151  | 169  | 164  | 196  | 206  | 222  | 235  |

## Obecní správa a politika
Mezi lety 1980 a 1990 k obci patřily Bransouze a Radonín.

### Obecní symboly
Znak a vlajka byly obci uděleny rozhodnutím předsedy Poslanecké sněmovny Parlamentu České republiky dne 11. dubna 2008.

### Politika
Do roku 2014 působil jako starosta Roman Vrbka, od roku 2014 vykonává funkci starostky Ivana Uhrová.

#### Volby do Poslanecké sněmovny
|       | 2006                | 2010                | 2013                | 2017                | 2021                |
| ----- | ------------------- | ------------------- | ------------------- | ------------------- | ------------------- |
| 1.    | ČSSD (36,24 %)      | ČSSD (24,42 %)      | ČSSD (23,34 %)      | ANO (24,53 %)       | ANO (26,89 %)       |
| 2.    | KSČM (20,08 %)      | TOP 09 (18,89 %)    | KSČM (19,6 %)       | KDU-ČSL (16,58 %)   | SPOLU (23,52 %)     |
| 3.    | KDU-ČSL (18,77 %)   | KSČM (17,74 %)      | KDU-ČSL (16,07 %)   | KSČM (14,48 %)      | SPD (13,23 %)       |
| účast | 74,27 % (459 z 618) | 67,76 % (435 z 642) | 68,41 % (457 z 668) | 67,14 % (429 z 639) | 74,42 % (479 z 645) |

#### Volby do krajského zastupitelstva
|      | 1.                 | 2.                | 3.                       | účast               |
| ---- | ------------------ | ----------------- | ------------------------ | ------------------- |
| 2000 | 4KOALICE (32,34 %) | KSČM (27,5 %)     | SV (14,12 %)             | 45,28 % (288 z 636) |
| 2004 | KSČM (31,68 %)     | KDU-ČSL (25,92 %) | ODS (15,22 %)            | 38,88 % (245 z 630) |
| 2008 | ČSSD (38,07 %)     | KSČM (22,18 %)    | KDU-ČSL (15,56 %)        | 48,34 % (306 z 633) |
| 2012 | ČSSD (25,91 %)     | KSČM (23,07 %)    | KDU-ČSL (18,21 %)        | 41,95 % (280 z 677) |
| 2016 | ČSSD (18,08 %)     | KDU-ČSL (18,08 %) | KSČM (16,66 %)           | 43,64 % (288 z 660) |
| 2020 | KDU-ČSL (20,47 %)  | ANO (19,11 %)     | STAN+SNK ED (10,58 %)    | 46,55 % (297 z 638) |
| 2024 | ANO (35,36 %)      | KDU-ČSL (15,04 %) | ODS+TOP 09+STO (12,19 %) | 38,69 % (248 z 641) |

#### Prezidentské volby
V prvním kole prezidentských voleb v roce 2013 první místo obsadil Miloš Zeman (145 hlasů), druhé místo obsadil Jiří Dienstbier (112 hlasů) a třetí místo obsadil Karel Schwarzenberg (67 hlasů). Volební účast byla 70,38 %, tj. 468 ze 665 oprávněných voličů. V druhém kole prezidentských voleb v roce 2013 první místo obsadil Miloš Zeman (326 hlasů) a druhé místo obsadil Karel Schwarzenberg (144 hlasů). Volební účast byla 71,67 %, tj. 473 ze 660 oprávněných voličů.
V prvním kole prezidentských voleb v roce 2018 první místo obsadil Miloš Zeman (261 hlasů), druhé místo obsadil Jiří Drahoš (71 hlasů) a třetí místo obsadil Pavel Fischer (46 hlasů). Volební účast byla 72,12 %, tj. 463 ze 642 oprávněných voličů. V druhém kole prezidentských voleb v roce 2018 první místo obsadil Miloš Zeman (353 hlasů) a druhé místo obsadil Jiří Drahoš (153 hlasů). Volební účast byla 79,28 %, tj. 509 ze 642 oprávněných voličů.
V prvním kole prezidentských voleb v roce 2023 první místo obsadil Andrej Babiš (189 hlasů), druhé místo obsadil Petr Pavel (120 hlasů) a třetí místo obsadila Danuše Nerudová (61 hlasů). Volební účast byla 74,88 %, tj. 480 ze 641 oprávněných voličů. V druhém kole prezidentských voleb v roce 2023 první místo obsadil Petr Pavel (249 hlasů) a druhé místo obsadil Andrej Babiš (239 hlasů). Volební účast byla 77,29 %, tj. 490 ze 634 oprávněných voličů.

## Pamětihodnosti
- Kostel svaté Anny – starobylý kostel, pozůstatek přemyslovského dvorce
- Kostel Narození Panny Marie – významný mariánský poutní a farní kostel

## Osobnosti
- Karel Havliš (* 1944, vlastním jménem Štěpán Bouzar), architekt a spisovatel
- Vladimír Netolička (* 1952), malíř
- František Palík (* 1932), konstruktér
- Zdeněk Procházka (1913–1995), pilot RAF
- Mária Jana Terrayová (1922–1993), muzikoložka
- Marie Zaoralová (* 1933), archivářka
- Jaromír Zeman (* 1945), germanista

## Významné firmy
Aktuálně patří mezi nejvýznamnější firmy v okolí MANN+HUMMEL Group. Společnost byla založena v roce 1941 v německém Ludwigsburgu a je předním světovým expertem na filtrační systémy. Dodává originální sériové výrobky a řešení pro mezinárodní automobilový a strojírenský průmysl. Portfolio produktů společnosti zahrnuje průmyslové filtry, řadu produktů na snížení emisí dieselových motorů, membránové filtry pro filtraci vody a filtrační zařízení.
Na území České republiky zastupují MANN+HUMMEL Group tři společnosti. Dvě z nich sídlí v Nové Vsi na Třebíčsku: MANN+HUMMEL (CZ) s.r.o. a MANN+HUMMEL Service s.r.o. a zaměstnávají dohromady přes 1200 zaměstnanců. MANN+HUMMEL Innenraumfilter CZ s.r.o. sídlí v Uherském Brodě a zaměstnává téměř 300 zaměstnanců.
Ve výrobním závodě MANN+HUMMEL (CZ) s.r.o. se vyrábějí kapalinové a vzduchové filtry i další komponenty pro strojírenský, převážně automobilový průmysl. MANN-FILTER je nejsilnější zahraniční značkou filtrů v České republice a na Slovensku a pod její značkou se v Nové Vsi vyrobí přibližně 20 milionů filtrů ročně.
Centrum sdílených služeb MANN+HUMMEL Service s.r.o. poskytuje servisní služby pro ostatní pobočky MANN+HUMMEL Group. Do portfolia firmy patří služby v oblasti účetnictví a financí, výzkumu a vývoje, IT & SAP, kvality, lidských zdrojů, managementu projektů, nákupu a dalších. Část společnosti sídlí také v  Technologickém parku v Brně.